# Sokpop (internet)
Een sokpop is de benaming voor een kloon of tweede identiteit of account op een site of forum van één gebruiker. De naam is ontleend aan de gelijknamige handpop. Sokpoppen worden op het internet vaak met de Engelse benaming sockpuppet aangeduid. Voor sokpoppen op datingsites is de Engelse benaming catfish gangbaar, soms in de leenvertaling katvis. 

## Meatpuppet
Een verwant geval komt voor als een persoon al zijn vrienden, kennissen, familieleden, enzovoorts oproept om ook bij te dragen aan overleg of identieke standpunten in bijdragen te plaatsen. Dat zijn strikt genomen geen sokpoppen, maar het effect is vaak hetzelfde. Dit soort sokpoppen wordt ook wel meatpuppets (letterlijk "vleespoppen") genoemd.

## Doelen
De volgende doelen, al dan niet legaal of moreel verantwoord, zijn te onderscheiden:
- Anonimiteit.
- Rechten krijgen die de oorspronkelijke account niet of slechts gedeeltelijk had.
- Het omzeilen van een ban. Dit werkt overigens niet als het een IP-ban betreft, tenzij een andere internetaansluiting wordt gebruikt.
- Meningsverschillen of conflicten beïnvloeden door zich als een zogenaamd niet rechtstreeks betrokken partij in de discussie te mengen en onder het mom van onpartijdigheid hetzelfde standpunt als de oorspronkelijke account te verdedigen.
- Meningsverschillen of conflicten beïnvloeden door een discussie met zichzelf te voeren, waarbij het alter ego, de sokpop, bepaalde standpunten slecht representeert, zodat de oorspronkelijke account zich goed kan presenteren. Ook komt het weleens voor dat de sokpop met modder gaat gooien naar een ander, zodat de oorspronkelijke account de ander zwart kan maken zonder dat haar/zijn eigen imago hieronder lijdt.
- Wordt er een verkiezing gehouden, dan kan men met sokpoppen meerdere stemmen uitbrengen.
- Het verbod op promotie volgens forumgedragsregels omzeilen door als een of meerdere 'tevreden klanten' producten en/of diensten aan te prijzen die de oorspronkelijke account wil verkopen. Sommige ondernemers proberen ook op deze manier een discussie waarin hun handel niet goed genoeg uit de verf komt, te beïnvloeden.
- Reacties uitlokken en mensen op de kast jagen. Dit komt doorgaans voort uit verveling of frustratie.

## Herkenning
Soms is het vrij gemakkelijk om een sokpop te herkennen. Enkele mogelijkheden:
- Overeenkomende IP-adressen;
- Dezelfde interesses;
- Schrijfstijl met dezelfde stopwoorden, clichés, emoticons, afkortingen en opvallende taal- en/of grammaticafouten;
- Aanvallende/beledigende omgangsvormen en overlegtoon;
- Veel bemoeienis met of aanzwengelen van overleg, met name bij controversiële onderwerpen;
- De account bestaat pas sinds het begin van de discussie en er zijn slechts berichten mee geplaatst die betrekking hebben op die discussie. Verkapte reclame door 'tevreden klanten' is te herkennen door meerdere van dit soort sokpoppen, die elk maar heel weinig berichten hebben gepost.